# 观音河乡
观音河乡是中国陕西省安康市汉阴县下辖的一个乡。

## 行政区划
观音河乡下辖以下行政区：
观音河村、合心村、进步村、水田村、义心村、中坪村、药王村